# Hieracium nigrostylum
Hieracium nigrostylum — вид квіткових рослин з родини айстрових (Asteraceae). Вид зростає в Європі: Польща, Чехія; це багаторічна рослина помірних біомів.

## Морфологічна характеристика
Стебло (15)18–33(42) см заввишки, просте, одноголове або рідко з 1(2) гілками, що розвиваються від основи стебла або з пазухи(й) стеблового листка, тонке, злегка смугасте, пурпурове біля основи; з розсіяними або численними, чітко помітними, 2–6 мм завдовжки, блідими, до верхівки стебла темними простими незалозистими волосками; нечисленними темними залозистими волосками завдовжки 0,2–0,5 мм; розсіяними, до верхівки численними зірчастими волосками по всій поверхні. Листя насичено-зелене, з розсіяними довгими простими незалозистими волосками на обох поверхнях та краях; розсіяними короткими жовтуватими залозистими волосками та з дуже рідкісними зірчастими волосками (іноді зірчасті волоски відсутні). Прикореневе листя зазвичай в'яне під час цвітіння; від зворотно-ланцетного до довгастого, внутрішнє 6,5–10,8 × 0,8–1,5 см, заокруглене на верхівці; середні стеблові листки вузько довгасто-обов'язано-ланцетні до лінійних, ± гострі на верхівці, від цілокраїх до зубчастих; верхні листки приквіткоподібні, цілокраї. Квіткові голови зазвичай поодинокі, іноді по 2(3). Обгортки циліндричні, бочкоподібні до майже кулястих, 11–17 мм завдовжки; листочки обгортки лінійно-ланцетні, ± гострі, волохаті на верхівці, темно-чорнувато-зелені. Язичкові квітки вкорочені та скручені, глибоко зубчасті на верхівці, з розсіяними дуже короткими волосками на верхівці та на зовнішній поверхні, зовнішні до 9 мм завдовжки. Сім'янки завдовжки 3,5–4,5 мм.